# Yony Flores
Yony Wilson Flores Monroy (ur. 16 lutego 1983 w mieście Gwatemala) – gwatemalski piłkarz występujący na pozycji lewego obrońcy.

## Kariera klubowa
Flores jest wychowankiem zespołu CSD Sacachispas z siedzibą w mieście Chiquimula, do którego seniorskiej drużyny, występującej w drugiej lidze, został włączony jako dwudziestolatek. Po kilku miesiącach przeszedł do występującego w najwyższej klasie rozgrywkowej Deportivo Marquense, gdzie szybko wywalczył sobie miejsce w wyjściowej jedenastce. W sezonie Clausura 2006 zdobył ze swoim klubem wicemistrzostwo Gwatemali i sukces ten powtórzył również rok później, podczas rozgrywek Clausura 2007. Były to jego jedyne osiągnięcia z Marquense, gdzie spędził ostatecznie pięć lat w roli podstawowego gracza ekipy.
Latem 2009 Flores podpisał kontrakt z najbardziej utytułowanym klubem w kraju, stołecznym CSD Municipal. Także tutaj od razu został kluczowym defensorem zespołu i już w pierwszym sezonie w nowej drużynie, Apertura 2009, wywalczył pierwsze w karierze mistrzostwo Gwatemali. Osiągnięcie to wywalczył również pół roku później, w rozgrywkach Clausura 2010. Później jego ekipa straciła miano najlepszej w kraju, zdobywając dwa kolejne tytuły wicemistrzowskie w sezonach Apertura 2010 i Clausura 2011, natomiast w rozgrywkach Apertura 2011 ponownie zanotowała mistrzostwo. Podczas sezonu Clausura 2012 Flores wywalczył trzecie wicemistrzostwo z Municipalem.
W październiku 2012, razem ze swoimi rodakami, Gustavo Cabrerą i Guillermo Ramírezem, został dożywotnio zdyskwalifikowany przez FIFA z powodu ustawienia trzech spotkań międzynarodowych.

## Kariera reprezentacyjna
W seniorskiej reprezentacji Gwatemali Flores zadebiutował 12 lutego 2007 w zremisowanym 0:0 spotkaniu z Salwadorem w ramach UNCAF Nations Cup, na którym jego kadra odpadła w półfinale, zajmując trzecie miejsce. W tym samym roku znalazł się w powołanym przez selekcjonera Hernána Darío Gómeza składzie na Złoty Puchar CONCACAF, gdzie nie rozegrał ani jednego spotkania, za to jego drużyna zakończyła swój udział w turnieju na ćwierćfinale. Premierowego gola w reprezentacji strzelił 5 września 2010 w wygranym 5:0 meczu towarzyskim z Nikaraguą. Wziął udział w ośmiu pojedynkach wchodzących w skład eliminacji do Mistrzostw Świata 2010, na które jednak Gwatemalczycy nie zdołali się zakwalifikować. Podczas również nieudanych eliminacji do Mistrzostw Świata 2014 wpisał się na listę strzelców w wygranej 4:0 konfrontacji z Saint Vincent i Grenadynami.